# 1089
Évszázadok: 10. század – 11. század – 12. század
Évtizedek: 1030-as évek – 1040-es évek – 1050-es évek – 1060-as évek – 1070-es évek – 1080-as évek – 1090-es évek – 1100-as évek – 1110-es évek – 1120-as évek – 1130-as évek
Évek: 1084 – 1085 – 1086 – 1087 –  1088 – 1089 – 1090 – 1091 – 1092 – 1093 – 1094

## Események
- Meghal Dmitar Zvonimir horvát király, az országban trónviszály tör ki. Ilona királyné Zvonimir özvegye testvéréhez Szent László magyar királyhoz fordul segítségért. A magyar sereg elfoglalja Szlavóniát és Magyarországhoz csatolja.
- A normannok grófságokra osztják fel a meghódított Northumbria brit tartományt. A durhami, a yorkshire-i, a westmorlandi és a lancashire-i grófság alapítása.
- A melfi szent szinódus szolgaságra kötelezi a papok feleségeit.
- Palmüra városát földrengés dönti romba.
- A bizánci császár meghódítja Kréta szigetét.
- A Melki apátság megalapítása